# Monte Cerasa
Monte Cerasa è un rilievo dei Monti Reatini che si trova nel Lazio, nella provincia di Rieti, tra il comune di Cantalice e quello di Poggio Bustone.